# Ilin-Jurjach
Ilin-Jurjach (rusky Илин-Юрях nebo И-Юрэх) je řeka v Jakutské republice v Rusku. Je 337 km dlouhá. Povodí má rozlohu 9730 km².

## Průběh toku
Vzniká soutokem řek Chotol a Časkina-Sjaně na západním okraji Kolymské nížiny. Jezernatost dosahuje 15,1 %. Je to pravá zdrojnice řeky Rossocha (povodí Alazeji).

## Vodní stav
Zdrojem vody jsou sněhové a dešťové srážky.